# La Alcarria
La Alcarria är ett högland i Spanien.   Det ligger i provinsen Provincia de Guadalajara och regionen Kastilien-La Mancha, i den centrala delen av landet, 80 km öster om huvudstaden Madrid. La Alcarria ligger vid sjön Pantano de Entrepeñas.